# Jean-Louis Galliard
Pour les articles homonymes, voir Galliard.
Jean-Louis Galliard, né le 13 février 1813 à Nyon et mort le 24 septembre 1899 à Lausanne, est un enseignant, pédagogue, directeur d'école et pasteur vaudois.

## Biographie
Jean-Louis Galliard est issu d’une famille huguenote installée dans le canton de Vaud après la révocation de l’édit de Nantes et qui a acquis la bourgeoisie de Nyon. Jean-Louis a un frère, Joseph, et une sœur, Marie-Louise. Son père, Jaques-Pierre Galliard, est homme d'affaires ; sa mère, Henriette-Renée Rieu, est la sœur du Syndic de Genève. Jean-Louis Galliard fait ses études au Collège de Nyon (avec Urbain et Juste Olivier), puis, dès 1826, à la Faculté de théologie de l’Académie de Lausanne. Membre des sociétés de Belles-Lettres (1827-1828) puis de Zofingue (1830), il est consacré pasteur le 31 juillet 1837. Malgré ce diplôme, Jean-Louis Galliard se tourne vers l’enseignement : en 1838, il devient professeur au Collège cantonal de Lausanne. Il en devient le directeur en 1845. Malgré tout, en raison d'un conflit avec le Département des écoles au sujet de la discipline scolaire, il quitte son poste la même année mais reste au collège comme enseignant. Le 17 octobre 1845, il épouse Anne-Marie Vulliemin (nièce de Louis Vulliemin[réf. nécessaire]) avec laquelle il aura six enfants,,.
Solidaire des pasteurs démissionnaires lors de la crise de 1845, Jean-Louis Galliard est destitué de ses fonctions d'enseignant au Collège cantonal en 1846. Il décide alors avec deux collègues, Georges Meylan et Louis Carrard, de créer sa propre école libre, l'Institution Galliard, inspirée des principes chrétiens et qui conservera « aux études classiques la place qu'elles doivent occuper dans l’éducation libérale » en donnant la part belle à l'enseignement du grec et du latin. Collège libre, l’établissement n'est pas dépendant de l’Église libre vaudoise. L'institution, installée à la rue St-Laurent, devenue le Collège Galliard en 1847, rencontre un grand succès auprès des étudiants suisses et étrangers et formera près de 2 000 élèves en un demi-siècle d'existence. Gabriel de Rumine, notamment, y sera formé,,. 
En 1858, le collège déménage au Pré-du-Marché. En 1862, Galliard refuse le poste de directeur du Collège cantonal qu'on lui propose à nouveau. Le succès de l'école l'oblige à agrandir les locaux à plusieurs reprises avant de le forcer à faire construire un nouveau bâtiment en 1877 à la place Chauderon. Galliard y reste en activité jusque vers 1890. Durant les années qui suivent, la diminution du nombre d'élèves et la dégradation de la situation financière du collège entraînent sa fermeture définitive en 1898.
En juillet 1899, Jean-Louis Galliard décède à son domicile des suites des complications d'une opération subie quelques jours auparavant.
Rédacteur jusqu'en 1858 des Lectures pour enfants publiées par Georges Bridel, Jean-Louis Galliard a aussi été membre du comité de la Feuille religieuse du canton de Vaud, membre de la Commission d'étude de la faculté de théologie de l'Église libre, membre de la Société d’utilité publique et président de la Société des traités religieux pendant une quarantaine d’années,.

## Hommages
Lausanne possède une rue Jean-Louis-Galliard (entre la rue de la Tour et la rue Saint-Roch), sur décision municipale de 1902, à la demande du professeur Paul Vulliet, conseiller communal. Un monument à sa mémoire a été érigé au cimetière de Montoie où il a été enseveli.